# Ectinohoplia mus
Ectinohoplia mus är en skalbaggsart som beskrevs av Anton Franz Nonfried 1895. Ectinohoplia mus ingår i släktet Ectinohoplia och familjen Melolonthidae. Inga underarter finns listade i Catalogue of Life.